# Wirangu
I Wirangu sono un gruppo di aborigeni australiani originari della porzione costiera nord-occidentale della penisola di Eyre e delle propaggini orientali della piana di Nullarbor, in Australia Meridionale.

## Distribuzione
L'areale tradizionale dei Wirangu si estende per circa 56000 km2 dall'area a sud di Streaky Bay (sulla costa occidentale della penisola di Eyre) alle coste occidentali del lago Gairdner, e da qui ad ovest fino a Ooldea, Yellabinna e alle propaggini orientali della piana di Nullarbor e alla costa settentrionale della Grande Baia Australiana.

## Mitologia
Secondo i Wirangu, il Serpente Arcobaleno venne da ovest ed attraversò Juldi'kapi (Ooldea), dove incontrò i Wati Kutjara ("due uomini") che cominciarono a seguirlo con l'intento di ucciderlo. Il serpente si stabilì nei pressi del Pedinga'kapi (affioramento d'acqua dolce una cinquantina di chilometri a sud-ovest di Ooldea), dove i sentieri di circa un metro scavati nel granito rappresentano la sua impronta: qui i Wati Kutjara lo colpirono con le proprie lance e si diressero ad ovest lasciandolo agonizzante, convinti di trovarlo morto una volta tornati il giorno successivo. Il serpente, tuttavia, riuscì a trascinarsi per alcuni chilometri verso sud su una pianura di terra rossa denominata Mul'tan'tu, dove si fermò per riposare, lasciando così le striature rosse, gialle a biancastre che caratterizzano la zona: l'ocra rossa rappresenta le macchie di sangue del serpente, l'ocra gialla la sua urina, la terra bianca le sue lacrime. Una volta rimessosi in sesto, il serpente si diresse verso nord-est e poi ad ovest, facendo ritorno al suo accampamento.

## Storia
All'epoca della colonizzazione dell'Australia i Wirangu parrebbero essere stati già sotto pressione da nord da parte dei Kokatha.
Assieme ad altri gruppi aborigeni della zona (Kokatha, Barngarla e Nauo), anche i Wirangu conservano una tradizione orale relativa agli eventi del cosiddetto massacro di Waterloo Bay del 1849.

## Lingua
Daisy Bates ha postulato che l'etnonimo Wirangu derivasse dall'unione delle parole wira ("nuvola") e wonga ("discorso").
La lingua Wirangu è quasi completamente scomparsa: i linguisti la ritengono molto simile a quelle dei Nauo e Barngarla.
I Wirangu sono noti con una serie di altri nomi:
- Hilleri / Yilrea / Tidni / Tidnie / Titnie (esonimo Barngarla e Kuyani)
- Jilbara / Naljara / Wanbiri (esonimi Kokatha, i primi due dal significato di "uomini del sud", l'ultimo significante "uomini della costa")
- Ngoleiadjara (esonimo Yankuntjatjara)
- Nonga ("uomo")
- Wangon (nome della lingua Wirangu dal significato di "escremento")
- Willeuroo (esonimo Barngarla dal significato di "uomini dell'ovest")
- Windakan (utilizzato anche per gli Ngalia)
- Wirrongu / Wirrung / Wirrunga / Wirangga